# 错觉轮廓

“Kanizsa三角”。按照一定规则排列的三个小精靈（Pac-Man）让人感知到一个三角形的存在。

错觉轮廓（illusory contours，或称主观轮廓，subjective contours），是一种视觉错觉，表现为观察者在没有亮度或颜色变化的地方能感知到轮廓的存在。Friedrich Schumann最早发现此现象。

## 例子
错觉轮廓中最著名的例子当属卡尼萨三角，其最早由意大利心理学家盖塔诺·卡尼萨发现（见右图）。通过一些几何元素的规则排列，观察者能强烈地感知到一个白色三角形的存在，即使实际上这个三角形的边与背景并无任何区别。Ehrenstein错觉也是同一类错觉。

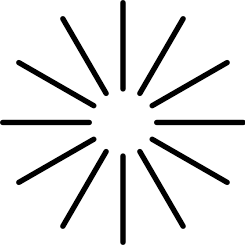
Ehrenstein错觉：观察者能感知到一个圆盘的存在

另一类错觉轮廓是所谓的邻接线错觉轮廓（abutting line illusory contours）。

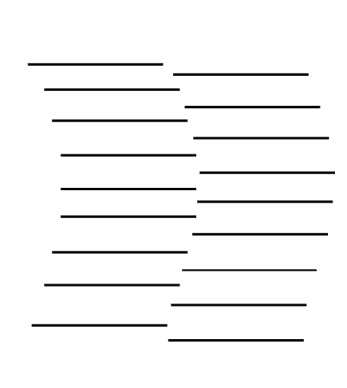
邻接线错觉轮廓：相邻的两组错位半个周期的线段让人感知到中间实际并不存在的一条轮廓

## 相关研究
von der Heydt和Peterhans等人的工作首先对邻接线类型的错觉轮廓在清醒猴视觉皮层的表征作了详细的研究。他们的工作表明猕猴的次级视皮层（V2）约有44%的细胞能表征错觉轮廓的存在，而初级视皮层（V1）则几乎没有这样的细胞（1989年的文章中提到V1仅有1个这样的细胞）。
2001年Lee和Nguyen在清醒猴上使用Kanizsa三角类型的错觉轮廓进行的实验表明V1也有对此轮廓反应的细胞，但V1细胞反应的潜伏期要长于V2，提示V2可能对V1的反应存在影响。
除了电生理的研究之外，也有研究者用内源信号光学成像的手段研究这个问题。2001年Ramsden等人在麻醉猴上使用高空间频率邻接线错觉轮廓的结果发现V1对错觉轮廓的反应和对光栅的反应相反，而V2对这二者的反应是重合的。之后的一项猫上的工作也认为反应的重合或反转与所用刺激的空间频率有关。
2012年的一篇文章用成像手段同时研究了猕猴V1、V2和V4三个脑区对各空间频率错觉轮廓的反应。他们发现在统计意义上，V1和V2都表征错觉轮廓刺激中的邻接线，而非错觉轮廓本身。但V4则能非常好地表征错觉轮廓的存在。尽管V2在所用的表示对两种刺激反应相似程度的指标上要比V1高，但并不显著。同时，他们还采用了2001年Ramsden等人采用的刺激参数，但没有得到完全相同的结果。他们发现V1和V2的对错觉轮廓的反应和对光栅的反应相比都是相反的。作者认为此差异可能与具体的分析细节有关。这篇文章支持这样的观点，即人对一个事物或刺激的整体感知来自于对其中局部特征的整合，这也与格式塔学派的观点类似。